# Rue Henriette-Achiary
Pour les articles homonymes, voir Achiary.
La rue Henriette-Achiary (en occitan : carrièra Henriette Achiary) est une voie de Toulouse, chef-lieu de la région Occitanie, dans le Midi de la France.

## Situation et accès

### Description
La rue Henriette-Achiary est une voie publique. Elle forme la limite entre les quartiers de Guilheméry et du Château-de-l'Hers.
Elle naît perpendiculairement à l'avenue Raymond-Naves (face au no 102). Orientée au nord, elle s'élève de 195 mètres à 201 mètres, avec une pente de 3,5 %, au carrefour de la rue Louis-Dhers, qu'elle reçoit à gauche, et de la rue Moquin-Tandon, à laquelle elle donne naissance à droite. Elle se prolonge au nord-ouest jusqu'à l'avenue de Castres, au croisement de laquelle elle se termine.
La chaussée compte une seule voie de circulation automobile, à double-sens entre l'avenue de Castres et la rue Louis-Dhers, puis en sens unique entre l'avenue Raymond-Naves et la rue Louis-Dhers. Elle appartient à une zone 30 et la vitesse y est limitée à 30 km/h. Il n'existe pas d'aménagement cyclable.

### Voies rencontrées
La rue Henriette-Achiary rencontre les voies suivantes, dans l'ordre des numéros croissants (« g » indique que la rue se situe à gauche, « d » à droite) :
1. Avenue Raymond-Naves
2. Rue Louis-Dhers (g)
3. Rue Moquin-Tandon (d)
4. Avenue de Castres

### Transports
La rue Henriette-Achiary n'est pas directement desservie par les transports en commun Tisséo. Elle reste cependant accessible par la ligne de Linéo L1 et par les lignes de bus 23, 37 et 51.
Il existe également plusieurs stations de vélos en libre-service VélôToulouse à proximité immédiate de la rue Henriette-Achiary : les stations no 198 (face 25 chemin de Lafilaire) et no 214 (48 avenue de Castres). Située sur les hauteurs de la colline du Calvinet, elles sont depuis 2017 considérées comme des stations Bonus, qui permettent de cumuler du temps supplémentaire pour les abonnés qui y ramènent leur vélo.

## Odonymie
Lors de la création du lotissement Boulay, la rue en prit naturellement le nom. Par décision du conseil municipal du 12 avril 1947, la rue porte désormais le nom de la résistante Henriette Achiary (1888-1945). Née en 1888 à Saïgon (Indochine), elle rencontre son époux, Léon Achiary (1884-1973), à Alger (Algérie). Léon, enseignant, socialiste, membre du Comité d'action socialiste (CAS). Pendant la Seconde Guerre mondiale, il adhère au réseau Brutus en 1941, et exerce d'importantes responsabilités dans la Résistance. Fuyant la Gestapo, ils se cachent dans une maison de cette rue, puis quittent la ville en octobre 1943 pour Grenade, Lyon et enfin Paris. Henriette fut finalement arrêtée en juillet 1944 à leur domicile, avenue Félix-Faure, et, déportée en Allemagne, meurt le 1er mai 1945 dans camp de concentration de Ravensbrück.

## Histoire
La rue est percée en 1925, dans le cadre de l'aménagement du lotissement Boulay.
Un repas de rue s'y est tenu en 2003.
C'est dans cette rue que se trouve la maison de quartier de la Côte Pavée qui héberge notamment, depuis 2000, la ludothèque Ludomonde.

## Patrimoine et lieux d'intérêt
- no  11 : maison. 
La maison, de style néo-basque, est construite dans le deuxième quart du XXe siècle[8].

- no  42 : maison de quartier Achiary. 
La maison de quartier Achiary est construite entre 1999 et 2000 sur un terrain à l'angle de l'avenue de Castres. Elle accueille des associations de quartier, telles que l'Association des quartiers Bonhoure-Guilheméry-Moscou et l'association Ludomonde[9]. Le jardin abrite une aire de jeux pour enfants.